# ریکو تاکاگی
ریکو تاکاگی (انگلیسی: Reiko Takagi; ۲۶ نوامبر ۱۹۷۳ – ) خواننده، صداپیشه، و بازیگر اهل ژاپن بود. وی از سال ۱۹۹۵ میلادی تاکنون مشغول فعالیت بوده‌است.